# The International (esport)
Pour les articles homonymes, voir The International.
The International est un tournoi annuel d'esport sur Dota 2, considéré comme le championnat du monde de ce jeu vidéo. Hébergé et produit par le développeur du jeu, Valve Corporation, The International est organisé pour la première fois à la Gamescom en 2011, et est depuis organisé chaque année. Le tournoi est composé de 18 équipes, 12 recevants une invitation directe basée sur les résultats lors du Dota Pro Circuit (en) et 6 qualifiés par des éliminatoires, un venant de chaque région (Amérique du Nord, Amérique du Sud, Asie du Sud-Est, Chine, Europe et CEI). Le tenant du titre est Team Spirit 
Depuis 2013, la cagnotte du tournoi est cofinancée via un système Battle pass intégré au jeu, avec 25 % des revenus de ce système reversé à la cagnotte de la compétition. Celle-ci possèdent ainsi le plus gros prize pool de tous les événements esport, chaque édition surpassant continuellement la dotation de l'année précédente, la plus récente totalisant plus de 34 millions de dollars. Les gagnants du tournoi reçoivent le trophée Aegis of Champions, avec leurs noms gravés au dos.

## Champions
| Année     | Champion             | Dotation    | Date                  | Lieu                                                              |
| --------- | -------------------- | ----------- | --------------------- | ----------------------------------------------------------------- |
| 2011      | Natus Vincere        | $1,600,000  | 17–21 août            | Koelnmesse, Cologne                                               |
| 2012      | Invictus Gaming (en) | $1,600,000  | 26 août – 2 septembre | Benaroya Hall (en), Seattle                                       |
| 2013      | Alliance (en)        | $2,874,380  | 2–11 août             | Benaroya Hall (en), Seattle                                       |
| 2014 (en) | Newbee (en)          | $10,923,977 | 8–21 juillet          | KeyArena, Seattle                                                 |
| 2015 (en) | Evil Geniuses        | $18,429,613 | 27 juillet – 8 août   | KeyArena, Seattle                                                 |
| 2016 (en) | Wings Gaming (en)    | $20,770,460 | 2–13 août             | KeyArena, Seattle                                                 |
| 2017 (en) | Team Liquid (1)      | $24,787,916 | 2–12 août             | KeyArena, Seattle                                                 |
| 2018 (en) | OG (1)               | $25,532,177 | 15–25 août            | Rogers Arena, Vancouver                                           |
| 2019      | OG (2)               | $34,330,068 | 15–25 août            | Mercedes-Benz Arena, Shanghai                                     |
| 2020      | TBD                  | TBD         | TBD                   | Ericsson Globe, Stockholm                                         |
| 2021      | Team Spirit (1)      | $40,018,195 | 7–17 octobre          | Arena Naţională, Bucharest                                        |
| 2022      | Tundra Esports       | $18,930,775 | 15–30 octobre         | Suntec Singapore, Singapore Indoor Stadium, Singapour             |
| 2023      | Team Spirit (2)      | $3,380,455  | 12–29 octobre         | Seattle Convention Center’s Summit, Climate Pledge Arena, Seattle |
| 2024      | Team Liquid (2)      | $2,776,566  | 4–15 septembre        | Royal Arena, Copenhague                                           |
| 2025      | -                    | -           | 4–14 septembre        | Barclays Arena, Hambourg                                          |

## Historique

### The International 2011
The International 2011 a eu lieu du 17 au 21 août 2011 à Cologne. Natus Vincere gagne la finale 3 à 1 face à EHOME.
| Rang | Équipe                     | Gain        |
| 1    | Natus Vincere              | 1 000 000 $ |
| 2    | EHOME                      | 250 000 $   |
| 3    | Scythe Gaming              | 150 000 $   |
| 4    | MeetYourMakers             | 80 000 $    |
| 5/6  | Invictus Gaming            | 35 000 $    |
| 5/6  | Moscow Five                | 35 000 $    |
| 7/8  | Mith,Trust                 | 25 000 $    |
| 7/8  | Online Kingdom,Nirvana int | 25 000 $    |

### The International 2012
The International 2012 a eu lieu du 31 août au 2 septembre 2012 à Seattle. Invictus Gaming gagne la finale 3 à 1 face à Natus Vincere.

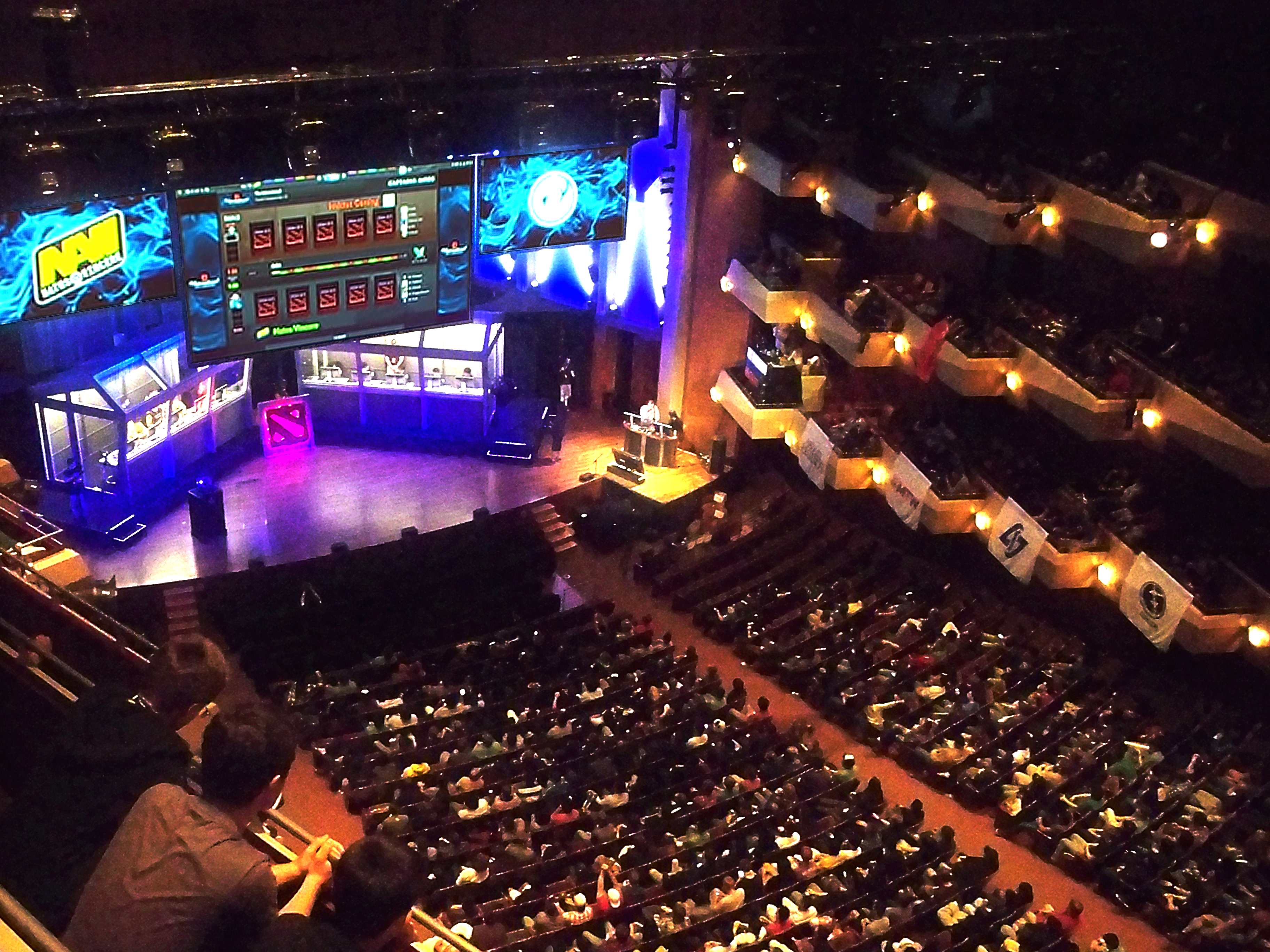
La foule qui regarde la grande finale du The International 2012 à Benaroya Hall à Seattle, Washington

| Lieu | Équipe          | Prix        |
| 1    | Invictus Gaming | 1 000 000 $ |
| 2    | Natus Vincere   | 250 000 $   |
| 3    | LGD Gaming      | 150 000 $   |
| 4    | Team DK         | 80 000 $    |
| 5/6  | EHOME           | 35 000 $    |
| 5/6  | Team Zenith     | 35 000 $    |
| 7/8  | TongFu Team     | 25 000 $    |
| 7/8  | Orange Esports  | 25 000 $    |

### The International 2013
The International 2013 a eu lieu du 6 au 11 août 2013 à Seattle. Alliance gagne la finale 3 à 2 face à Natus Vincere.
| Rang | Équipe          | Gain        |
| 1    | Alliance        | 1 437 190 $ |
| 2    | Natus Vincere   | 632 364 $   |
| 3    | Orange Esports  | 287 438 $   |
| 4    | TongFu Team     | 201 207 $   |
| 5/6  | Team DK         | 114 975 $   |
| 5/6  | Invictus Gaming | 114 975 $   |
| 7/8  | Fnatic          | 43 116 $    |
| 7/8  | Team Liquid     | 43 116 $    |

### The International 2014
The International 2014 a eu lieu du 18 au 21 août 2014 à Seattle. Newbee gagne la finale 3 à 1 face à Vici Gaming.
| Rang | Équipe          | Gain        |
| 1    | Newbee          | 5 028 121 $ |
| 2    | Vici Gaming     | 1 475 644 $ |
| 3    | Evil Geniuses   | 1 038 446 $ |
| 4    | Team DK         | 819 802 $   |
| 5/6  | LGD Gaming      | 655 842 $   |
| 5/6  | Cloud 9         | 655 842 $   |
| 7/8  | Invictus Gaming | 519 208 $   |
| 7/8  | Natus Vincere   | 519 208 $   |

### The International 2015
The International 2015 a eu lieu du 3 au 8 août 2015 à Seattle. Evil Geniuses gagne la finale 3 à 1 face à CDEC Gaming.
| Rang | Équipe        | Gain        |
| 1    | Evil Geniuses | 6 630 109 $ |
| 2    | CDEC Gaming   | 2 854 630 $ |
| 3    | LGD Gaming    | 2 210 036 $ |
| 4    | Vici Gaming   | 1 565 442 $ |
| 5/6  | Virtus.pro    | 1 197 103 $ |
| 5/6  | EHOME         | 1 197 103 $ |
| 7/8  | Team Secret   | 828 764 $   |
| 7/8  | MVP.Phoenix   | 828 764 $   |

### The International 2016
The International 2016 a eu lieu du 8 au 13 août 2016 à Seattle. Wings Gaming gagne la finale 3 à 1 face à Digital Chaos.
| Rang | Équipe        | Gain        |
| 1    | Wings Gaming  | 9 139 002 $ |
| 2    | Digital Chaos | 3 427 126 $ |
| 3    | Evil Geniuses | 2 180 898 $ |
| 4    | Fnatic        | 1 453 932 $ |
| 5/6  | EHOME         | 934 761 $   |
| 5/6  | MVP.Phoenix   | 934 761 $   |
| 7/8  | TNC Pro Team  | 519 262 $   |
| 7/8  | Team Liquid   | 519 262 $   |

### The International 2017
The International 2017 a eu lieu du 2 au 12 août 2017 à Seattle. Team Liquid gagne la finale 3 à 0 face à Newbee.
| Rang | Équipe          | Gain         |
| 1    | Team Liquid     | 10 862 683 $ |
| 2    | Newbee          | 3 950 067 $  |
| 3    | LFY             | 2 592 231 $  |
| 4    | LGD Gaming      | 1 728 154 $  |
| 5/6  | Invictus Gaming | 1 110 956 $  |
| 5/6  | Virtus.pro      | 1 110 956 $  |
| 7/8  | OG              | 617 198 $    |
| 7/8  | Team Empire     | 617 198 $    |

### The International 2018
The International 2018 a eu lieu du 15 au 25 août 2018 à Vancouver. OG gagne la finale 3 à 2 face au PSG.LGD.
| Rang | Équipe        | Gain         |
| 1    | OG            | 11 228 470 $ |
| 2    | PSG.LGD       | 4 083 080 $  |
| 3    | Evil Geniuses | 2 679 521 $  |
| 4    | Team Liquid   | 1 786 347 $  |
| 5/6  | Virtus.pro    | 1 148 366 $  |
| 5/6  | Team Secret   | 1 148 366 $  |
| 7/8  | OpTic Gaming  | 637 981 $    |
| 7/8  | VGJ.Storm     | 637 981 $    |

### The International 2019
The International 2019 a eu lieu du 20 au 25 août 2019 à Shanghai. OG gagne la finale 3 à 1 face à Team Liquid.
| Rang | Équipe              | Gain         |
| 1    | OG                  | 15 620 181 $ |
| 2    | Team Liquid         | 4 462 909 $  |
| 3    | PSG.LGD             | 3 089 706 $  |
| 4    | Team Secret         | 2 059 804 $  |
| 5/6  | Evil Geniuses       | 1 201 552 $  |
| 5/6  | Vici Gaming         | 1 201 552 $  |
| 7/8  | Infamous            | 858 252 $    |
| 7/8  | Royal Never Give Up | 858 252 $    |